# Comandos

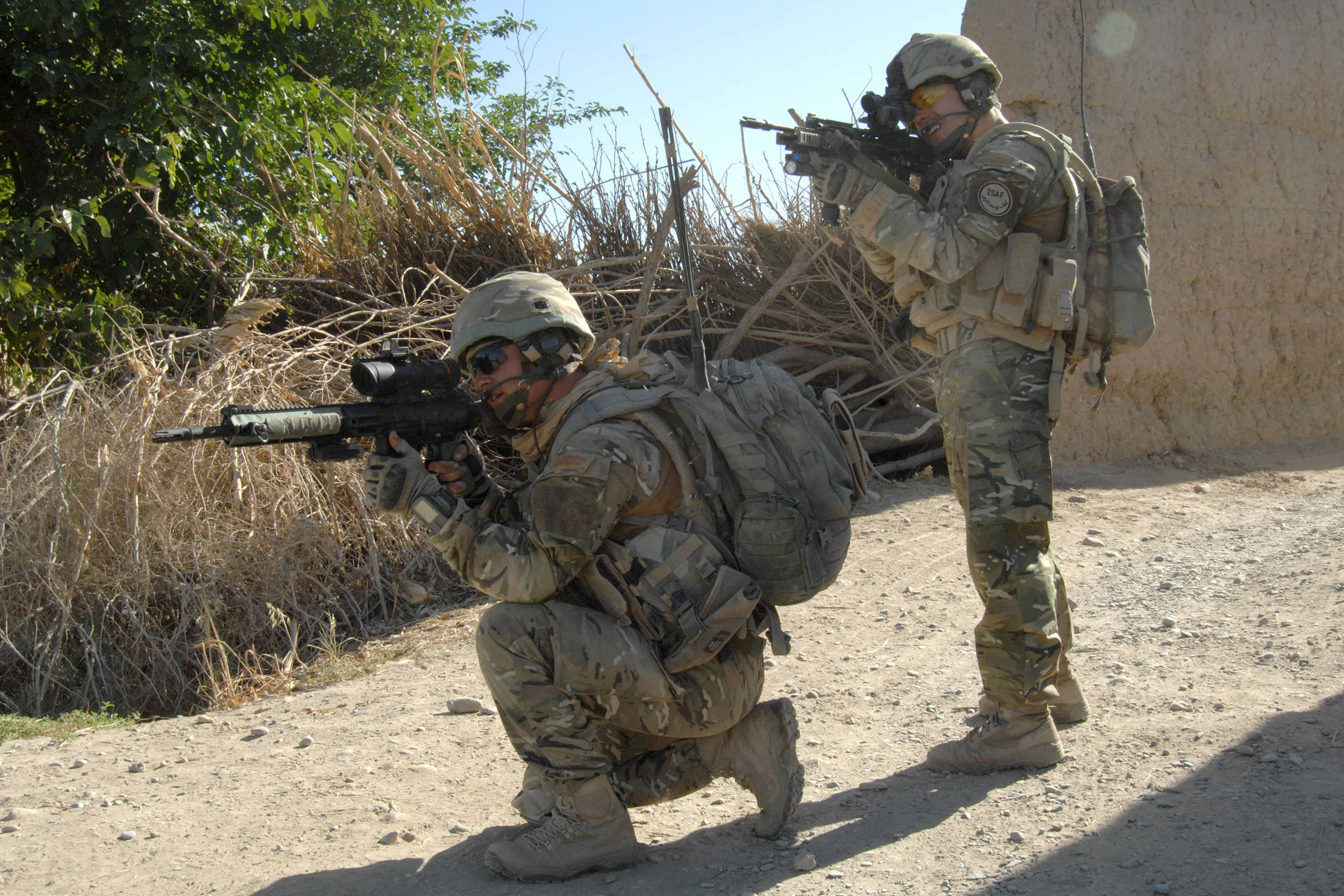
Soldados do 40 Commando dos Royal Marines britânicos.

Comandos é a designação dada a uma tropa de elite pertencente a uma das forças armadas, que é altamente treinada e qualificada a operar em missões especiais rápidas sob circunstâncias e ambientes impróprios ou contraindicados ao emprego de outros elementos das forças regulares, sendo apta a cumprir uma ampla variedade de missões e tarefas, táticas ou estratégicas.
Dentre as missões executadas por uma tropa de comandos, estão as operações de contraguerrilha, além das ações diretas que necessitem de alto poder de choque.